# Flin Flon
Flin Flon (5.592 habitants al cens de 2011; 5.363 a Manitoba i 229 a Saskatchewan) és una ciutat minaire del Canadà, situada a la frontera de Manitoba i Saskatchewan, amb la major part de la ciutat situada a Manitoba.

## Història

### Fundació
Flin Flon fou fundada en 1927 per la Hudson Bay Mining and Smelting (HBM&S) per explotar els recursos extractius de coure i zinc de la regió. En la dècada de 1920 la HBM&S invertí en un ferrocarril, la mina, la fosa i la planta hidroelèctrica a Island Falls, Saskatchewan. Pel 1928 el ferrocarril arribà a la mina.
La ciutat va créixer considerablement durant la dècada de 1930, ja que els agricultors, que s'havien empobrit per la Gran Depressió, van abandonar les seves granges i van arribar a treballar a les mines. El municipi es va constituir l'1 de gener de 1933, i el 1970, la comunitat va arribar a la categoria de ciutat. La ciutat ha seguit sent un centre miner amb el desenvolupament de diverses mines afegint a la seva base industrial, encara que la seva població ha estat en declivi. Amb una posada escènica i una sèrie de llacs propers, Flin Flon també s'ha convertit en una destinació turística moderadament popular.

### Origen del nom
El nom del poble prové de, protagonista d'una novel·la de butxaca, The Sunless City de J. E. Preston Muddock. Josiah Flintabbatey Flonatin pilota un submarí a través d'un llac sense fons on entra en un estrany món subterrani a través d'un forat revestit amb or. Una còpia del llibre va ser suposadament trobada i llegida per prospector Tom Creighton.
Quan Tom Creighton va descobrir una exposició d'alt grau de coure, va pensar en el llibre i va anomenar la mina Flin Flon, i la ciutat que es va desenvolupar al voltant de la mina va adoptar el nom.
El personatge de "Flinty", com se'l coneix localment, és de tal importància per a la identitat de la ciutat que la Cambra de Comerç local va encarregar l'encunyació d'una moneda de 3,00 $ que era considerat de curs legal entre els comerços participants a nivell local durant l'any següent a l'aparició. El dibuixant Al Capp va dissenyar una estàtua que representa Flinty i és un dels punts d'interès de la ciutat. El 1978, el National Film Board of Canada va produir el curt documental Canada Vignettes: Flin Flon sobre l'origen del nom de la ciutat.

## Demografia

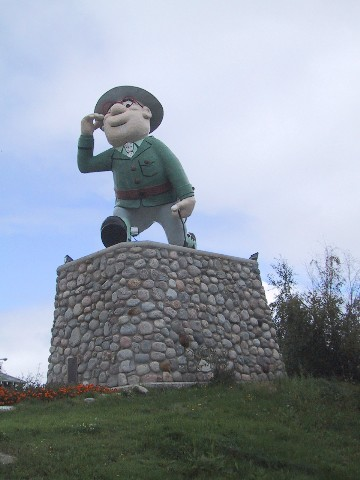
Estàtua del personatge fictici de Josiah Flintabbatey Flonatin

| 1951 | 1961  | 1971 | 1981 | 1991 | 1996 | 2001 | 2006 | 2011 |
| ---- | ----- | ---- | ---- | ---- | ---- | ---- | ---- | ---- |
| 9899 | 11104 | 9344 | 8261 | 7449 | 6861 | 6267 | 5836 | 5592 |

| Cens del 2006                     | Cens del 2006                     | Població | % de la població total |
| --------------------------------- | --------------------------------- | -------- | ---------------------- |
| Grup de Minoria visible Source:   | Asiàtics meridionals              | 15       | 0.3                    |
| Grup de Minoria visible Source:   | Xinesos                           | 0        | 0                      |
| Grup de Minoria visible Source:   | Afrocanadencs                     | 10       | 0.2                    |
| Grup de Minoria visible Source:   | Filipins                          | 30       | 0.5                    |
| Grup de Minoria visible Source:   | Llatinoamericans                  | 0        | 0                      |
| Grup de Minoria visible Source:   | Àrabs                             | 0        | 0                      |
| Grup de Minoria visible Source:   | Asiàtics del sud-est              | 0        | 0                      |
| Grup de Minoria visible Source:   | Asiàtics orientals                | 0        | 0                      |
| Grup de Minoria visible Source:   | Coreans                           | 0        | 0                      |
| Grup de Minoria visible Source:   | Japonesos                         | 10       | 0.2                    |
| Grup de Minoria visible Source:   | Altres minories visibles          | 0        | 0                      |
| Grup de Minoria visible Source:   | Multiracials                      | 0        | 0                      |
| Total de població minoria visible | Total de població minoria visible | 65       | 1.1                    |
| Grup aborigen Font:               | Primeres Nacions                  | 290      | 5                      |
| Grup aborigen Font:               | Métis                             | 655      | 11.4                   |
| Grup aborigen Font:               | Inuit                             | 0        | 0                      |
| Total població aborigen           | Total població aborigen           | 950      | 16.5                   |
| Blancs                            | Blancs                            | 4,755    | 82.4                   |
| Població total                    | Població total                    | 5,770    | 100                    |